# Yonni Blanco
Yonni Blanco (ur. 16 lipca 1991) − wenezuelski bokser kategorii piórkowej.

## Kariera amatorska
W listopadzie 2013 roku zdobył złoty medal na igrzyskach boliwaryjskich w Chiclayo. W ćwierćfinale kategorii piórkowej pokonał reprezentanta Boliwii Rodrigo Rocabado. W półfinale przegrał nieznacznie na punkty z Dominikańczykiem Héctorem Garcíą.